# Governo Martignac

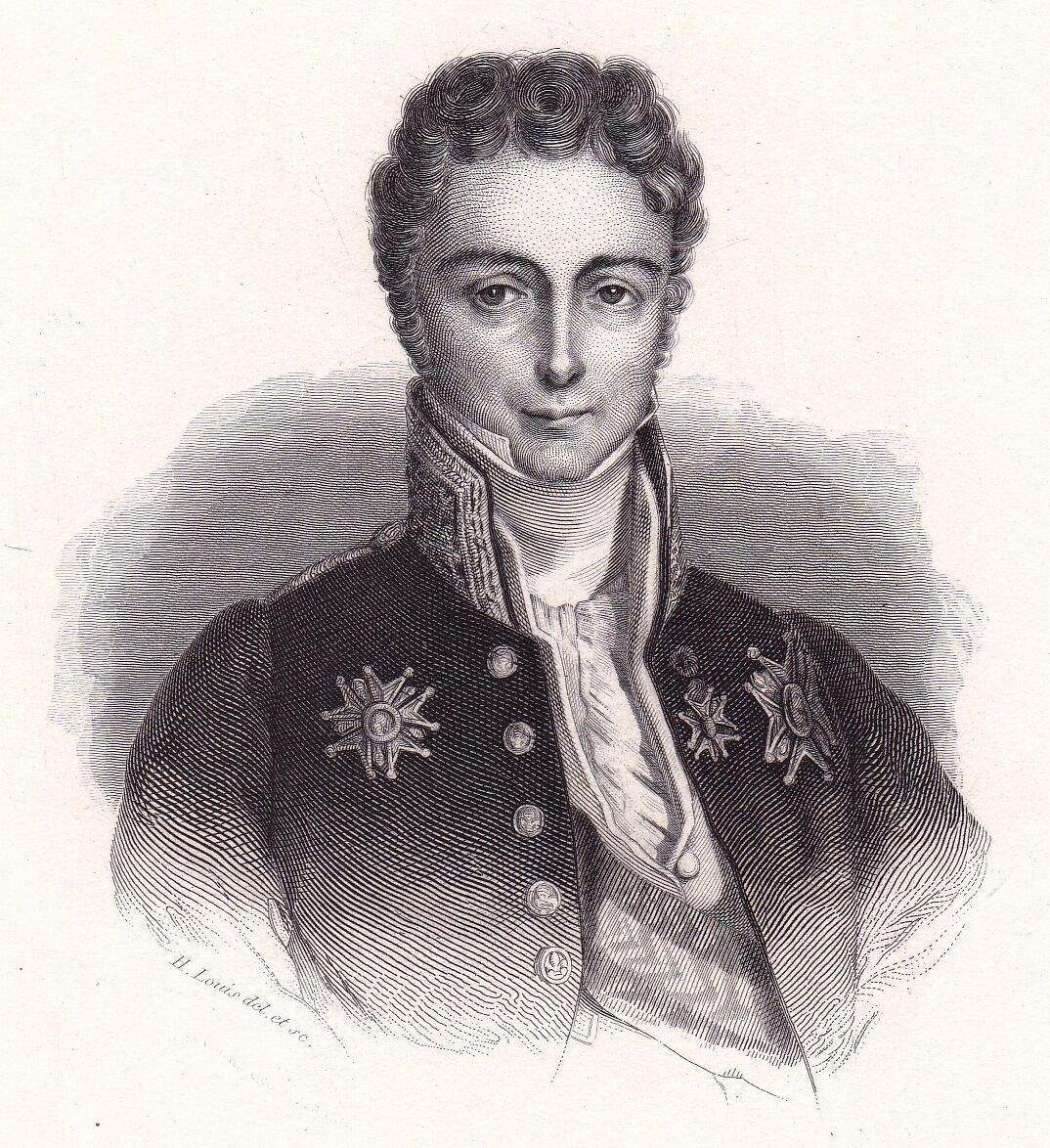
Jean-Baptiste Gaye, visconte di Martignac

Il Governo Martignac fu in carica dal 4 gennaio 1828 all'8 agosto 1829, per un totale di 582 giorni, ovvero 1 anno 7 mesi e 4 giorni.
Il precedente governo del conte di Villèle cadde a seguito della vittoria liberale nelle elezioni della Camera dei deputati del 17 e 24 novembre 1827. La Carta del 1814 non costringeva affatto il re a mutare governo al mutare delle maggioranze parlamentari, ma Luigi XVIII aveva sempre seguito tale prassi come buona regola di comportamento e, per l'ultima volta, Carlo X decise di seguirne il saggio esempio.
Il monarca cercò, quindi, un ministero più liberale: al Villèle successe, quindi, il 4 gennaio 1828, un governo guidato dal visconte di Martignac: benché Carlo X avesse evitato di attribuire ad alcuno il titolo formale di primo ministro, Martignac disponeva dell'essenziale portafoglio degli interni e veniva considerato, a tutti gli effetti, il leader della compagine governativa.
Questi era un avvocato e magistrato di Bordeaux, già iniziale sostenitore del Governo de Villèle, tanto da accompagnare, nel 1823 come commissario civile, il duca di Angoulême nella fortunata spedizione di Spagna ed essere creato visconte, nel 1824. Negli anni successivi, tuttavia, maturò una visione politica più prossima a quella dei Liberali dottrinari, sufficientemente pronunciata in modo che Carlo X ne potesse fare lo strumento di una nuova politica di compromesso.
In politica estera Martignac sostenne l'invio di un nutrito corpo di spedizione francese (salpato da Tolone proprio nel luglio-agosto 1828, quindi a cavallo con il successivo governo Polignac), che diede un decisivo contributo alla liberazione della Grecia. D'altra parte, l'intervento non veniva promosso da una parte sola, in quanto era sostenuto tanto da Carlo X (il quale considerava suo dovere di sovrano cristiano soccorrere i Greci ridotti, letteralmente, in schiavitù) che dai liberali più radicali (che vedevano nella guerra d'indipendenza greca l'affermazione del principio di nazionalità, di ascendenza rivoluzionaria e napoleonica).
Per meglio esaltarne il carattere trasversale e condiviso, Martignac indusse Carlo X ad affidare la spedizione al Tiburzio Sebastiani, un corso, fratello di quell'Orazio avversario dei Borbone e fra i futuri artefici della rivoluzione di luglio. Significativo, in tal senso, il commento di un sostenitore del Villèle, il conte di Montbel, il quale definì 'rovinoso e romanzesco' (ruineuse et romanesque) l'intervento a favore dei Greci: chiaramente, le due parti avevano ordini di priorità non perfettamente coincidenti con quelli dell'assai influente monarca. La vera partita si giocava, tuttavia, sulla politica interna: il maggiore provvedimento di Martignac fu un progetto di legge sulla stampa, approvato nel luglio 1828 che aboliva la censura della stampa periodica. Alla Camera dei deputati esso venne ferocemente combattuto dagli ultra-realisti fedeli al Villèle, a cominciare dal Montbel, che reclamavano il mantenimento della cosiddetta censura facoltativa (censure facultative).
Seguì una ordinanza, firmata dal sovrano il 16 giugno 1828, che previde l'esclusione dei Gesuiti dall'insegnamento e il divieto di allievi esterni nei seminari minori (in pratica delle scuole secondarie a gestione ecclesiastica, otto delle quali gestite da Gesuiti): si trattava di due misure oggi incomprensibili, ma motivate, allora, dal desiderio militante dei liberali di fare piazza pulita dell'istruzione ecclesiastica, con la sola, ridotta, eccezione dei seminaristi.
In un parlamento ormai spaccato fra dottrinari ed ultra-realisti (oltre ai pochi radicali), una simile politica non poteva appoggiarsi che su una maggioranza raccogliticcia, motivata unicamente dall'opposizione al lungo Governo de Villèle. Ciò faceva sì che Martignac fosse vittima di critiche concentriche, né poté, o seppe, saldare una solida maggioranza centrista. In ogni caso gli faceva difetto il sostegno della corona, decisamente ostile ad una politica dottrinaria del tipo di quella che il governo andava perseguendo.
L'occasione per la caduta del governo venne quando esso mise in votazione una legge di riorganizzazione degli enti locali: una coalizione delle estreme lo mise in minoranza e Carlo X ne accettò le dimissioni. Il monarca si dichiarò «stanco degli abusi dei liberali» (includendovi, senza dubbio, lo stesso Martignac) e decise di imporre le proprie scelte senza tener conto della maggioranza parlamentare: l'8 agosto 1829, nominò ministro degli esteri il principe di Polignac, suo confidente e leader del "partito" ultra, passato, nel novembre 1829, a primo ministro.

## Primo ministro
| Jean-Baptiste Gaye, visconte di Martignac | dal 4 gennaio 1828 all'8 agosto 1829 |

## Ministeri

### Affari Esteri
| Ministro | Auguste, conte de La Ferronaye | dal 4 gennaio 1828 al 22 aprile 1829 |

| Ministro | Anne Adrien Pierre, duca de Montmorency-Laval | dal 22 aprile 1829 al 14 maggio 1829 |

| Ministro | Joseph Marie, conte di Portalis | dal 14 maggio 1829 al 7 agosto 1829 |

### Finanze
| Ministro | Antoine, conte Roy | dal 4 gennaio 1828 all'8 agosto 1829 |

### Interno
| Ministro | visconte di Martignac | dal 4 gennaio 1828 all'8 agosto 1829 |

### Commercio e Manifatture
| Ministro | Pierre Laurent Barthélemy, conte di Saint-Cricq | dal 4 gennaio 1828 all'8 agosto 1829 |

### Polizia Generale
Abolito per volontà del governo Dessolles.

### Giustizia
| Ministro | Joseph Marie, conte di Portalis | dal 4 gennaio 1828 all'14 maggio 1829 |

| Ministro | Pierre-Alpinien Bourdeau | dal 14 maggio 1829 all'8 agosto 1829 |

### Culti
| Ministro | Denis-Luc, conte di Frayssinous | dal 4 gennaio 1828 al 3 marzo 1829 |

| Ministro | François-Jean-Hyacinthe Feutrier | dal 3 marzo 1828 all'8 agosto 1829 |

### Guerra
| Ministro | Jean-Baptiste, conte di Caux de Blacquetot | dal 4 gennaio 1828 all'8 agosto 1829 |

### Marina e Colonie
| Ministro | Christophe de Chabrol, conte di Crouzol | dal 4 gennaio 1828 al 3 marzo 1828 |

| Ministro | Jean-Guillaume Hyde de Neuville | dal 3 marzo 1828 all'8 agosto 1829 |

### Pubblica Istruzione[5]
| Ministro | Antoine François Henri Lefebvre de Vatimesnil | dal 10 febbraio 1828 all'8 agosto 1829 |